# Sigapokna
Sigapokna is een bestuurslaag in het regentschap Kepulauan Mentawai van de provincie West-Sumatra, Indonesië. Sigapokna telt 1850 inwoners (volkstelling 2010).